# Kaninger Mühlenwanderweg

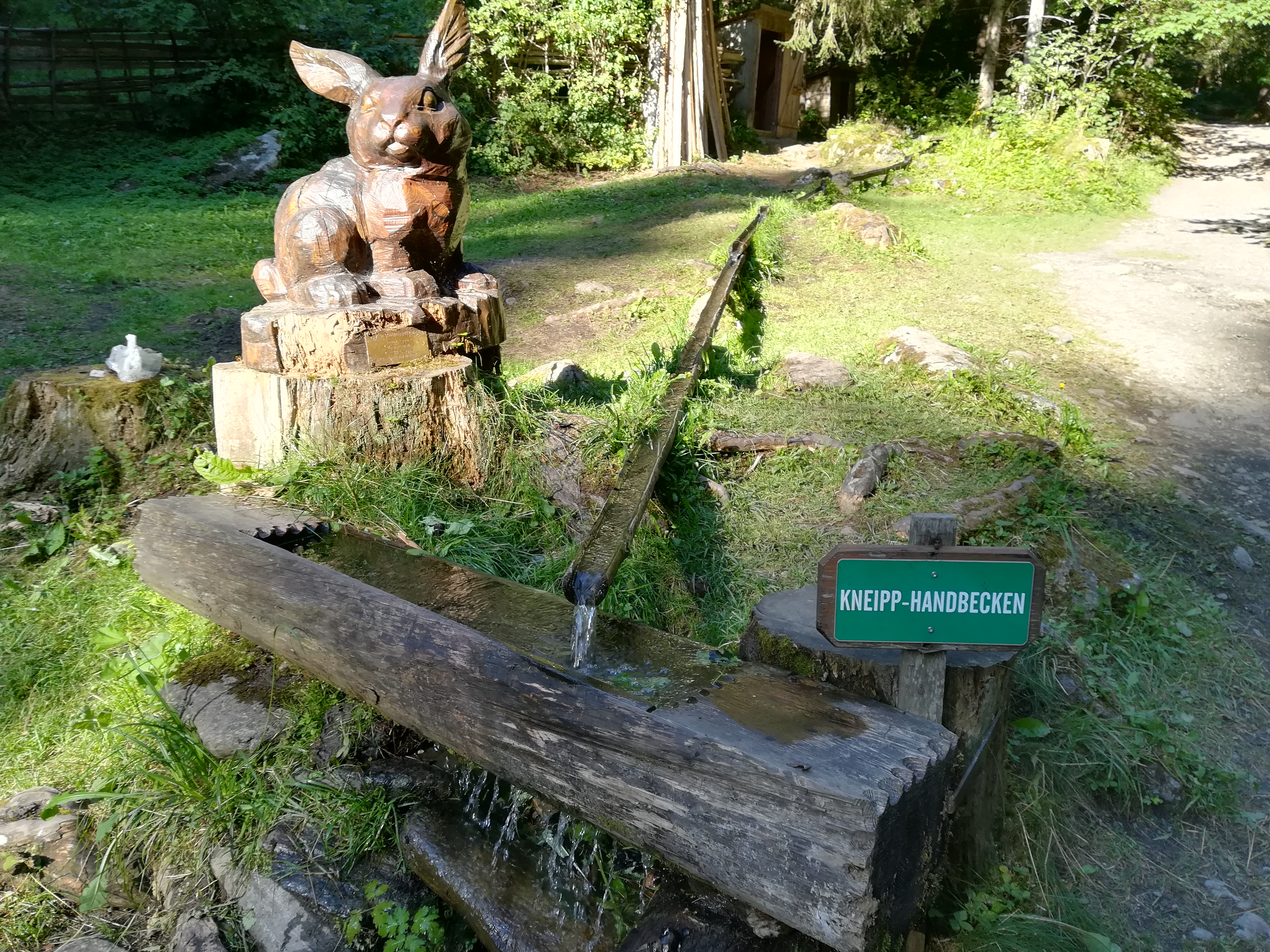
Kneipp-Handbecken am Mühlenwanderweg

Der Kaninger Kneipp- und Mühlenwanderweg ist ein Wander- und Lehrpfad bei Kaning (nördlich von Radenthein).

## Geschichte
Ursprünglich gab es über 20 Mühlen, die am Kaninger Rossbach verteilt lagen. Sie wurden von den ansässigen Bergbauern zum Mahlen des Kornes verwendet. 1976 entschieden sich einige Kaninger dazu, sechs teilweise verfallene Flodermühlen zu renovieren und so der Öffentlichkeit zugänglich zu machen. Die offizielle Eröffnung fand 1991 statt. Seitdem sorgt der Verein ARGE Mühlenweg für die Instandhaltung und Entwicklung des Wanderweges.
Aktuell hat der Verein zwölf Mitglieder und feiert 2019 sein 40-jähriges Bestehen. Der Obmann, Karl Stinig, ist ein Landwirt und Mühlenbesitzer.
Im Juli 2020 wurde der Kaninger Mühlenweg durch ein heftiges Unwetter großflächig zerstört. Die meisten Gebäude blieben unversehrt. Nach dem Unwetter wurde der Weg durch die Mitglieder wieder hergestellt. Im Frühling 2022 konnten die Sanierungsarbeiten abgeschlossen und der Weg wieder eröffnet werden. 
Im Juli 2022 wurden bei einem neuerlichen Unwetter nicht nur der Weg, sondern auch einige Gebäude und alle Brücken komplett zerstört. Mit der Wiederherstellung wurde begonnen. Derzeit sind Teile des Weges eingeschränkt begehbar.

## Wanderweg
Der Wanderweg erstreckt sich etwa 3,5 km und liegt auf 950 m Seehöhe. Es wird circa eine Stunde veranschlagt, um ihn vollständig zu begehen. Der Start- und zugleich Endpunkt ist das Türkhaus.
Speziell als Lehrpfad ist der Mühlenwanderweg bekannt. Mehrere Etappen bringen lehrreiche Themen wie Bedeutung von Wasser, Natur, Altes Handwerk uvm. näher. Für jüngere Besucher und Familien wurden Spielmöglichkeiten und Grillplätze eingerichtet, für ältere Besucher Energieplätze und Kneippbecken.
Besonders die Kneipp-Becken stellen ein zentrales Element am Mühlenwanderweg dar. Einige Kneipp-Handbecken und Kneipp-Fußbecken wurden angelegt. Infotafeln unterrichten den Wanderer über die korrekte Benutzung der Heiltechnik nach Sebastian Kneipp.

## Mühlen
Die sechs heute noch erhaltenen Mühlen sind zum Teil voll funktionsfähig. Ihre Namen lauten:
- Neuwirtmühle
- Stinigmühle
- Trattnigmühle
- Rannermühle
- Mitterlaßnigmühle (auch bekannt als Veidlmühle)
- Adammühle

Zudem wurde noch die Minimühle errichtet.